# Carronvale House

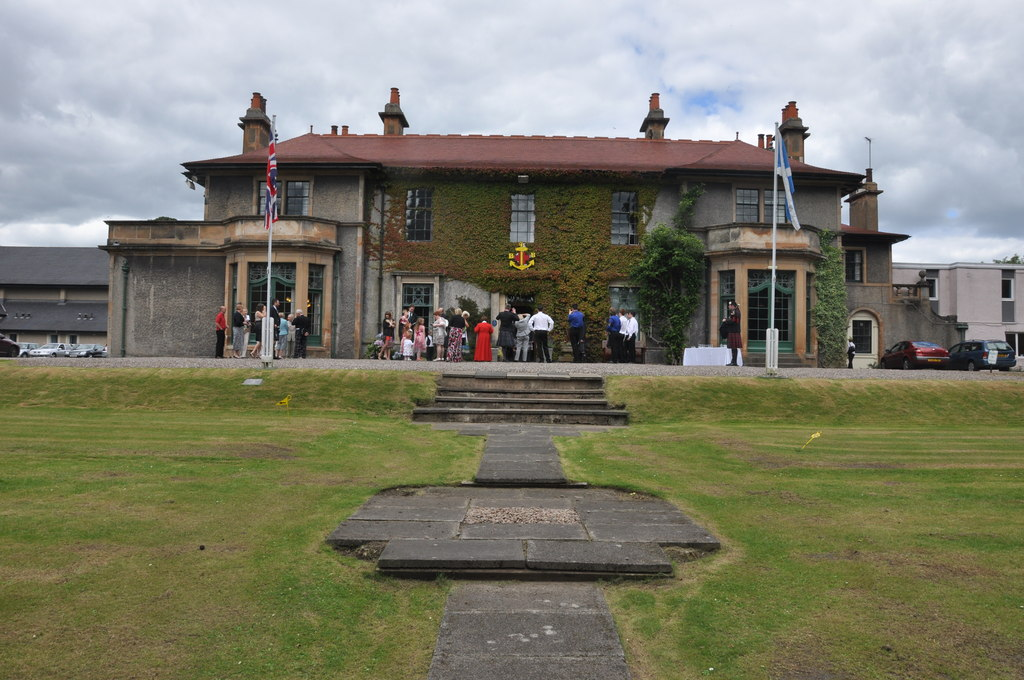
Carronvale House - Bauwerk im Vereinigten Königreich (2011)

Carronvale House ist eine Villa in der schottischen Stadt Larbert in der Council Area Falkirk. 1988 wurde das Bauwerk in die schottischen Denkmallisten zunächst in der Kategorie B aufgenommen. Die Hochstufung in die höchste Kategorie A erfolgte 1993. Carronvale House wird als Ausbildungszentrum der schottischen Pfadfindervereinigung genutzt.

## Beschreibung
Das Gebäude liegt inmitten eines weitläufigen Grundstücks im Südosten von Larbert. Es stammt aus dem Jahre 1897 und wurde nach einem Entwurf des bedeutenden Architekten John James Burnet gebaut. Am Standort bestand seit dem 18. Jahrhundert ein Vorgängerbau, der teilweise in das neue Gebäude integriert wurde. Das neogeorgianische Haus umschließt einen kleinen Innenhof. Die Fassaden sind mit Harl verputzt mit abgesetzten Gebäudeöffnungen. Das Dach ist mit modernen, roten Ziegeln eingedeckt. Die beinahe symmetrisch aufgebaute Frontseite ist mit Blendpfeilern und Gesimsen gearbeitet. Der Innenraum ist mit aufwändigen Holzarbeiten und marmornen Fußböden gestaltet. Erwähnenswert sind die verschiedenen marmornen Kamine und die im Jugendstil gestalteten Fenster.